# Sắc lệnh hòa bình

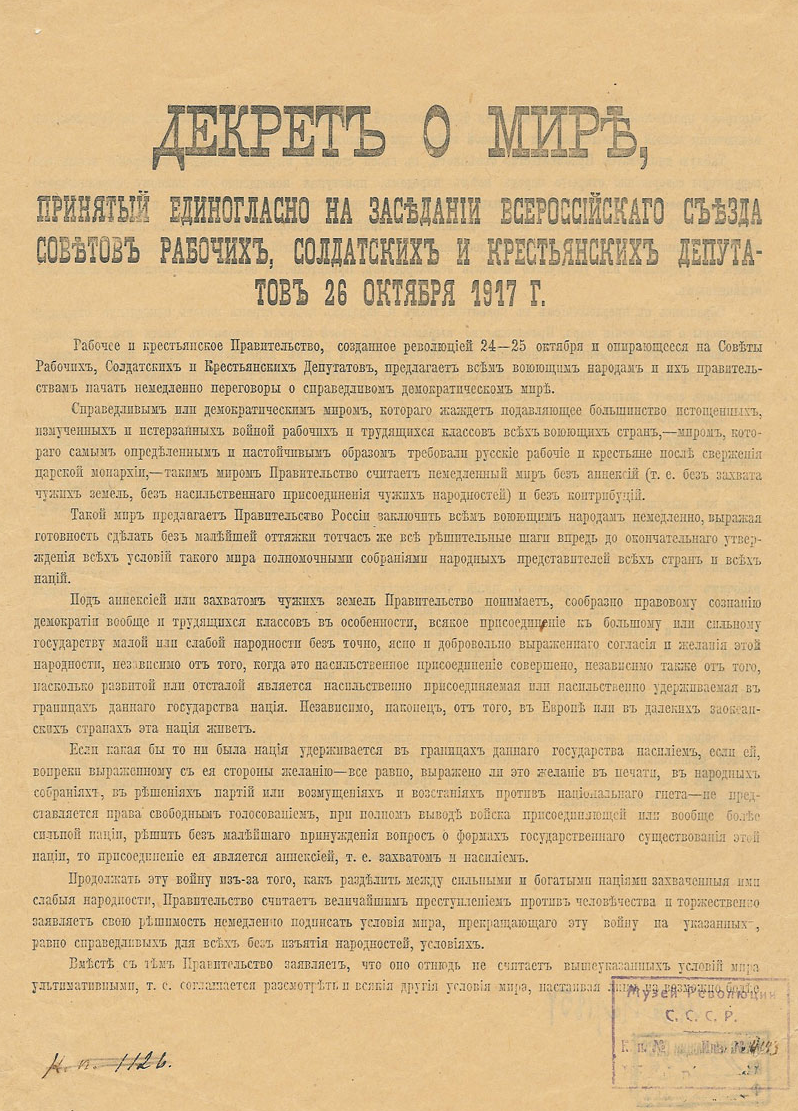
Ảnh chụp Sắc lệnh hòa bình

Sắc lệnh hòa bình (tiếng Nga: Декрет о мире) là một trong 2 sắc lệnh được chính quyền Xô-viết do Lenin lãnh đạo thông qua vào ngày 25 tháng 10 năm 1917 (theo lịch Julius) hay ngày 8 tháng 11 năm 1917 (theo lịch Mặt Trời). Sắc lệnh được chính quyền Xô-viết ban bố ngay sau khi thành lập, cùng với Sắc lệnh ruộng đất (tiếng Nga: Декрет о земле).
Sắc lệnh hòa bình quy định:
"Chính phủ công nông do cuộc cách mạng ngày 24 và 25-10 thiết lập và dựa vào các Xô-viết đại biểu công nhân, binh lính và nông dân, đề nghị với nhân dân tất cả các nước tham chiến và các chính phủ của họ tiến hành ngay nhưng cuộc đàm phán về một hòa ước dân chủ và công bằng..."